# Masanao Sasaki
Masanao Sasaki (jap. 佐々木 雅尚 Sasaki Masanao; ur. 19 czerwca 1962) – były japoński piłkarz, reprezentant kraju.

## Kariera klubowa
Od 1984 do 1994 roku występował w klubach: Honda, All Nippon Airways, JEF United Ichihara i Kashiwa Reysol.

## Kariera reprezentacyjna
W reprezentacji Japonii zadebiutował w 1988. W reprezentacji Japonii występował w latach 1988-1991. W sumie w reprezentacji wystąpił w 20 spotkaniach.

## Statystyki
| Reprezentacja Japonii | Reprezentacja Japonii | Reprezentacja Japonii |
| Rok                   | Mecze                 | Gole                  |
| --------------------- | --------------------- | --------------------- |
| 1988                  | 2                     | 0                     |
| 1989                  | 11                    | 0                     |
| 1990                  | 6                     | 0                     |
| 1991                  | 1                     | 0                     |
| Razem                 | 20                    | 0                     |